# 内拉尔
内拉尔（Neral），是印度马哈拉施特拉邦赖加德县的一个城镇。总人口14739（2001年）。

## 人口
该地2001年总人口14739人，其中男性7551人，女性7188人；0—6岁人口1957人，其中男1002人，女955人；识字率70.15%，其中男性为76.45%，女性为63.54%。